# Tà lễ

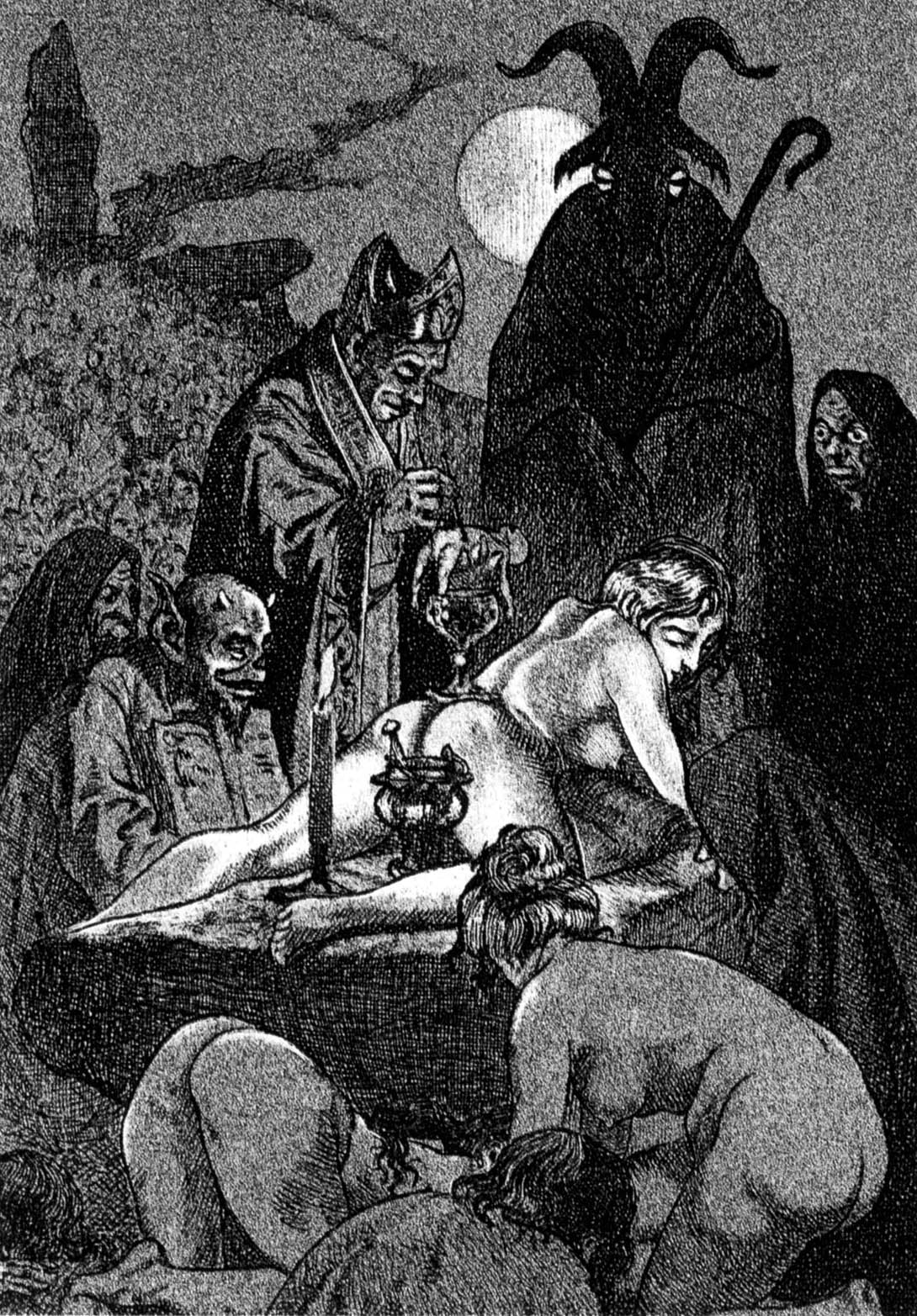
Một buổi tà lễ thờ phượng quỷ Satan

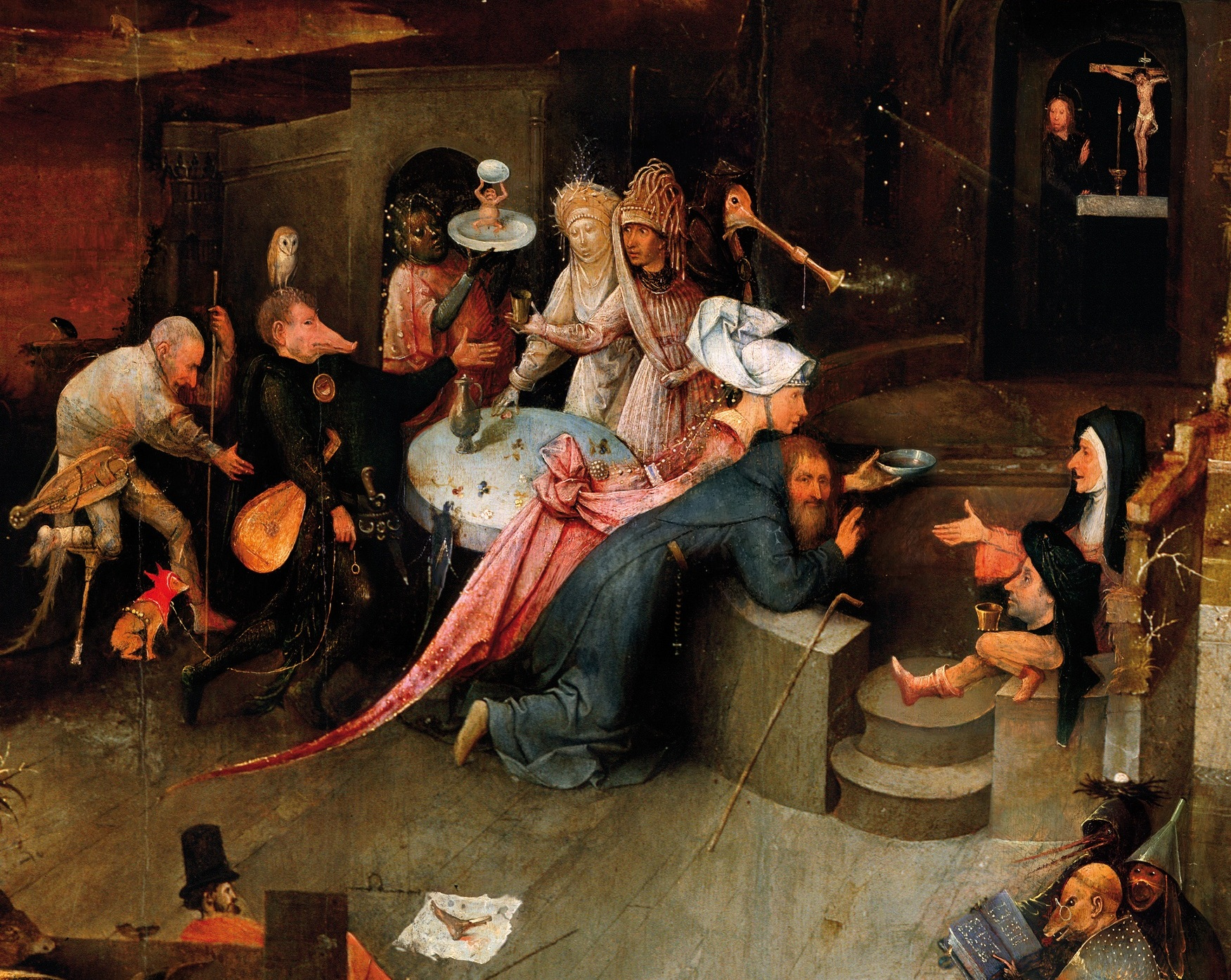
Họa phẩm châu Âu về một buổi Thánh lễ đen

Tà lễ hay còn gọi là Lễ Đen (Black Mass) một khái niệm dùng để chỉ các buổi lễ phản thánh của cộng đồng người thờ phụng quỷ Satan (Đạo Satan). Đây là một buổi lễ thường được cử hành bởi các nhóm Satan khác nhau (nhất là đối với Giáo hội Satan), tà lễ này được cho là đã tồn tại trong nhiều thế kỷ dưới nhiều hình thức khác nhau và có chủ ý là một sự nhạo báng và báng bổ đối với một Thánh lễ Công giáo.

## Lịch sử
Ờ châu Âu thời Trung Cổ khi Công giáo cũng đang trong giai đoạn thời kỳ lịch sử đen tối của đêm trường Trung Cổ thì trong xã hội đã bắt đầu xuất hiện nhiều bản nhại Thánh lễ mang tính hoài nghi và dị giáo và được viết bằng tiếng Latinh của Giáo hội Công giáo, được gọi là "Thánh lễ của những người uống rượu" và "Thánh lễ của những người đánh bạc", than thở và chế diễu về tư cách của các tu sĩ say rượu, cờ bạc, hư hỏng, và thay vì gọi tên Deus (Thần), được gọi là "Bacchus" (là vị thần rượu vang của La Mã) và "Decius" (thần xúc xắc, được cầu khấn trong những màn cờ bạc).
Một số tác phẩm nhại tiếng Latinh sớm nhất này được tìm thấy trong tập thơ tiếng Latinh thời Trung cổ là Carmina Burana, được viết vào khoảng năm 1230. Vào thời điểm đó, những giáo sĩ lang thang này đang truyền bá các tác phẩm tiếng Latinh và nhại Thánh lễ của chính họ gọi là Cathars, những người cũng truyền bá chúng giáo lý thông qua các giáo sĩ lang thang, một số nhà sử học đã cho rằng những giáo sĩ lang thang này có thể đôi khi đã lạm dụng sứ vụ tự đứng ra thực hiện các Thánh lễ dị giáo vào những dịp khác nhau.
Giáo hội Công giáo coi Thánh lễ là nghi lễ quan trọng nhất của mình và có từ thời các tông đồ. Nói chung, phụng vụ khác nhau của các Thánh lễ phải tuân theo phác thảo của Phụng vụ Lời Chúa, Lễ dâng lễ vật, Phụng vụ Thánh Thể và Phép lành, được phát triển thành cái được gọi là Thánh lễ. Tuy nhiên, khi Cơ đốc giáo sơ khai trở nên rõ rệt hơn và ảnh hưởng của nó bắt đầu lan rộng, Các Giáo phụ thời kỳ đầu bắt đầu mô tả một số nhóm dị giáo thực hành các phiên bản Thánh lễ của riêng họ. Một số nghi lễ này có tính chất tình dục.
Chẳng hạn, nhà dị giáo thế kỷ thứ tư sau Công nguyên Epiphanius của Salamis tuyên bố rằng một giáo phái Ngộ đạo theo chủ nghĩa tự do được gọi là Borborites đã tham gia vào một kiểu của Bí tích Thánh Thể mà họ sẽ bôi bẩn tay mình bằng máu kinh nguyệt và tinh dịch để rồi sẽ liếm nuốt chúng tương ứng như máu và mình Chúa Kitô, bất cứ khi nào một trong những phụ nữ trong nhà thờ đến chu kỳ kinh nguyệt, họ sẽ lấy máu hành kinh của cô ấy và mọi người trong nhà thờ sẽ ăn nó như một phần của nghi lễ thánh thiêng.
Vào thế kỷ 19, các nghi thức Thánh lễ Đen đã trở nên phổ biến trong văn học Pháp với các cuốn sách như Satan và Phù thủy, của Jules Michelet, và cuốn LLà-bas của Joris-Karl Huysmans. Các cuộc phục hưng hiện đại bắt đầu với cuốn sách The Satanic Mass của H. T. F. Rhodes xuất bản ở London năm 1954, và hiện nay có một loạt các phiên bản hiện đại của Black Mass do nhiều nhóm khác nhau thực hiện. Năm 2014, có một Thánh lễ đen được tổ chức công khai tại Trung tâm hành chính thành phố Oklahoma do một nhóm có tên là Dakhma của Angra Mainyu Sự kiện này đã chứng kiến phản ứng dữ dội dưới hình thức những người phản đối tiêu biểu như John Ritchie là Giám đốc Hành động của Sinh viên TFP. Sau đó, Dakhma của Angra Mainyu đã tổ chức một Thánh lễ đen khác vào năm 2016 tại cùng địa điểm trên.